# لشکو دوم

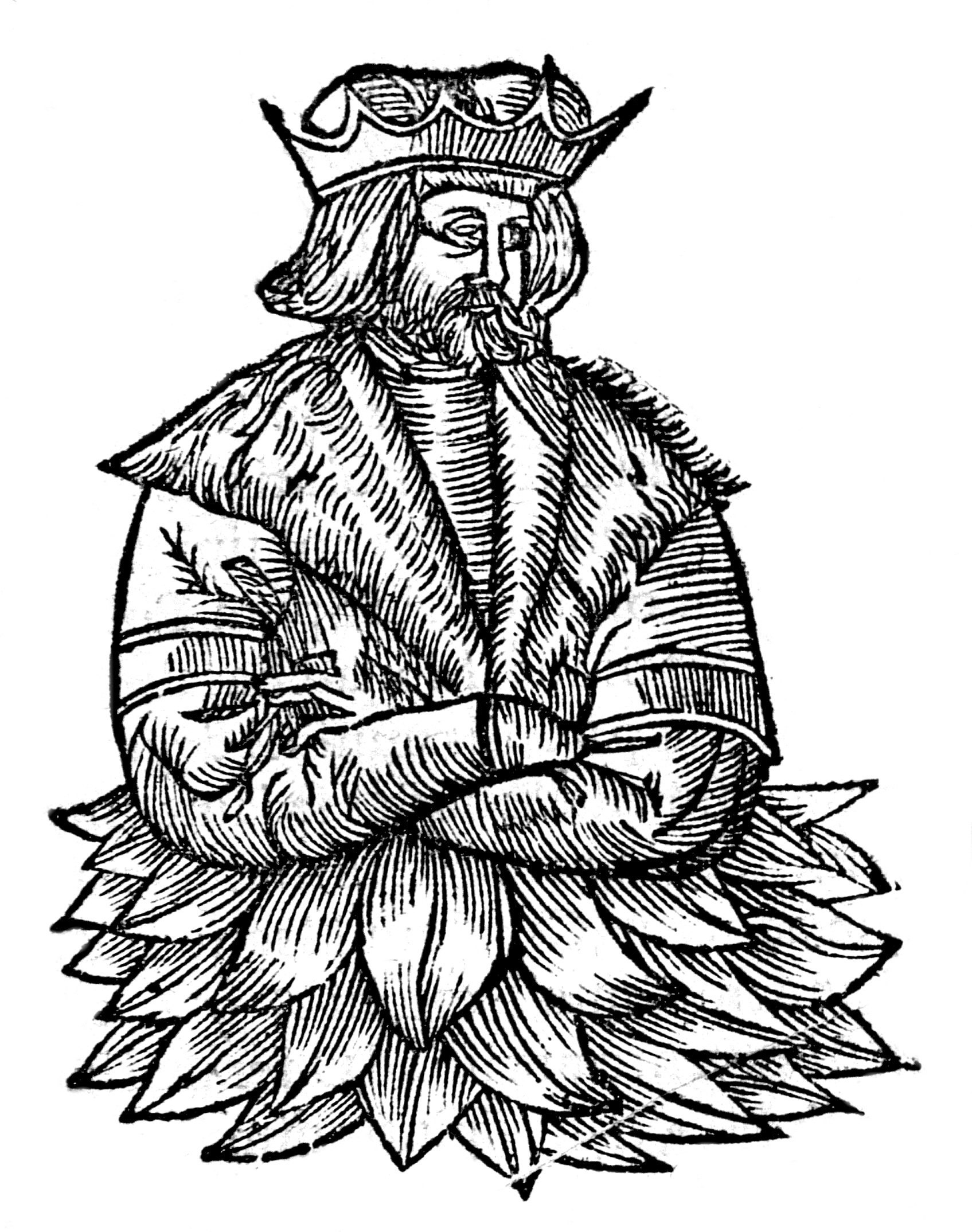
نقاشی از لشکو دوم

لشکو دوم (به لهستانی: Leszko II) یک پادشاه افسانه‌ای لهستان است که پس از لسکو اول بر کشور حکمرانی می‌کرد. او را جد دودمان Popielidzi می‌دادند که پیش از دودمان پیاست بر لهستان حکمرانی کردند. پسر او لشکو سوم نام داشت.